# Gigantodax rufescens
Gigantodax rufescens är en tvåvingeart som först beskrevs av Edwards 1931.  Gigantodax rufescens ingår i släktet Gigantodax och familjen knott. Inga underarter finns listade i Catalogue of Life.